# Autoritratto con camicia ricamata

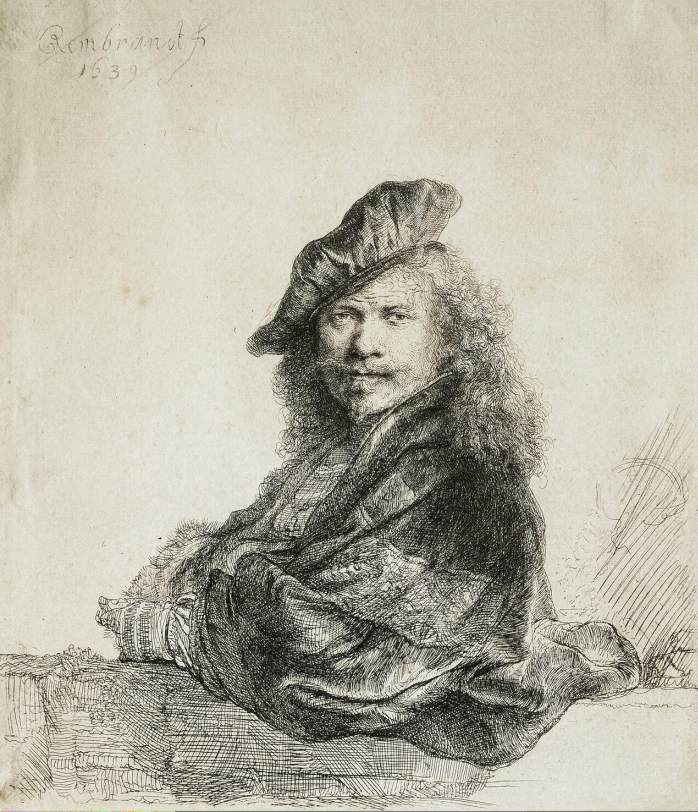
L'acquaforte del 1639

L'Autoritratto con camicia ricamata è un dipinto a olio su tela (93x80 cm) di Rembrandt Harmenszoon Van Rijn, datato 1640 e conservato nella National Gallery di Londra. È firmato e datato "REMBRANDT F[ecit] 1640 conterfeycel"; la parola "conterfeycel" ("conterfeytsel") è un termine olandese arcaico per ritratto.

## Storia e descrizione
L'artista trentaquattrenne si raffigura di tre quarti, vestito di un ricco giubbone di velluto nero foderato di pelliccia che lascia intravedere una camicia finemente ricamata, abbigliamento tipico del Cinquecento: sovente Rembrandt si ritraeva con vesti di altre epoche. In questo caso può darsi che l'artista volesse citare il clima di un celebre ritratto di Tiziano, in quegli anni ad Amsterdam e oggi nello stesso museo londinese: il cosiddetto Ritratto di Ariosto, già nella collezione di Alfonso López. Altre celebri opere a cui il pittore si ispirò sono il Ritratto di Baldassarre Castiglione di Raffaello, pure in quei tempi in Olanda, e l'Autoritratto con fiore d'eringio di Dürer.
Il ritratto trasmette tutta la fierezza della gioventù, incontrando con sicurezza lo sguardo dell'osservatore. L'artista, emergente e ambizioso, si paragona idealmente ai grandi maestri italiani come Raffaello e Tiziano.
La stesura del colore è ancora uniforme e ben rifinita, con toni morbidi, ma a differenza dei pittori rinascimentali Rembrandt, che viveva nell'Olanda puritana, usava una gamma di colori molto ridotta, che però non lo limitava nel raggiungere importanti vette artistiche. I colori  usati sono quasi tutti "poveri", quali il nero d'osso, le terre e il bianco di piombo. Ciò genera un insieme per lo più scuro, smorzato, con l'eccezione del volto più chiaro e roseo, che spicca come illuminato da un faretto. Effetti virtuosistici sono utilizzati nel rendere la diversa consistenza dei materiali, dal cotone della camicia al velluto della manica, alla pelliccia del colletto.
L'anno prima, nel 1639, l'artista si era ritratto in un'acquaforte con la stessa posa.
L'opera fu acquistata dal museo nel 1861.